# 上呂站

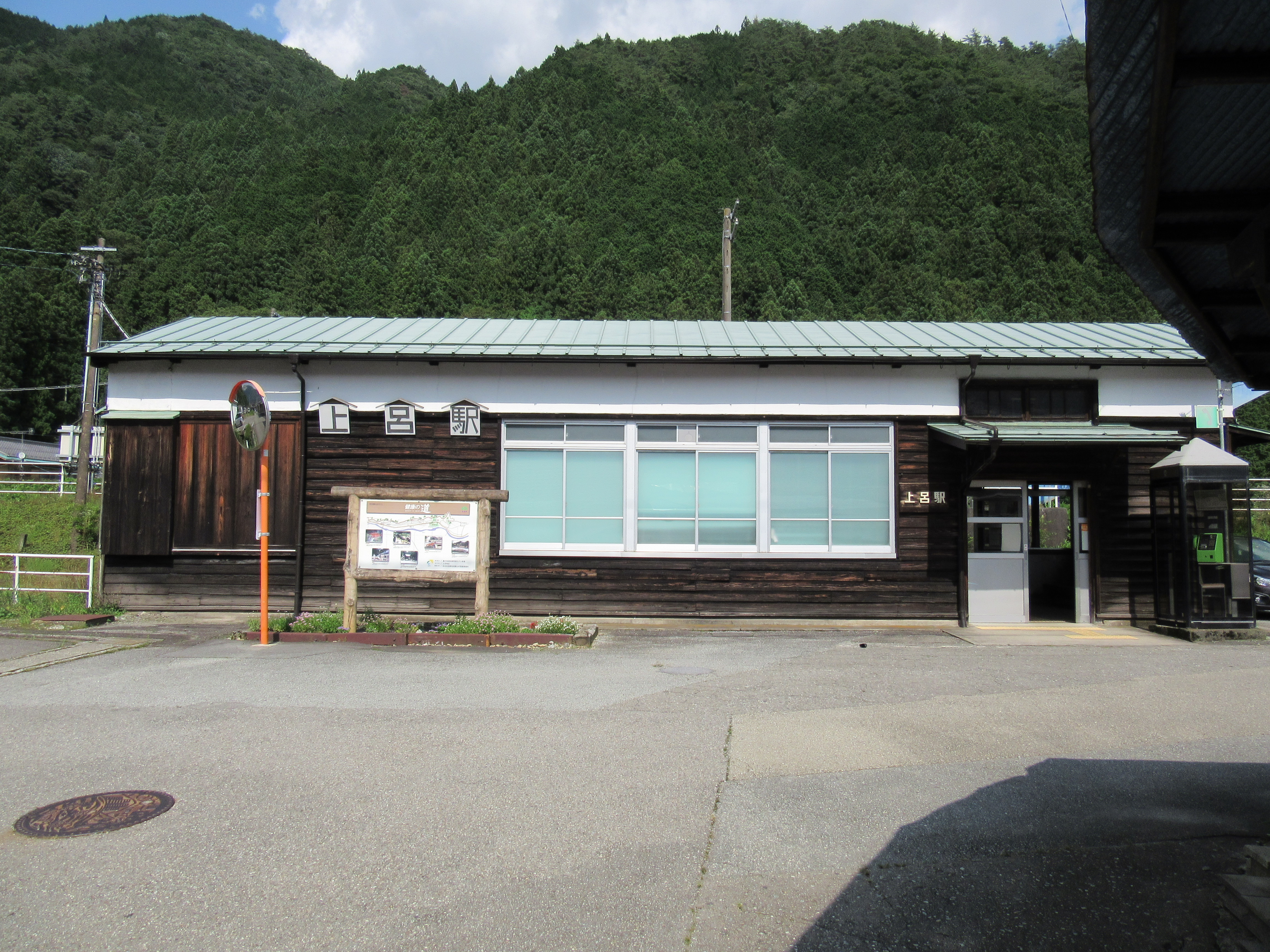
夏天的上呂站

上呂站（日语：／ Jōro eki */?）是位於岐阜縣下呂市萩原町上呂610號，東海旅客鐵道（JR東海）的高山本線車站。
從高山出發的首班車及前往高山的尾班車均為普通列車，但是均通過此站。

## 歷史
- 1933年8月25日：高山線（在1934年改名為高山本線）飛驒萩原站至飛驒小坂站之間開通，此站啟用。為旅客和貨物車站[2]。
- 1961年8月1日：結束貨物起卸業務。
- 1985年4月1日：降為無人車站。
- 1987年4月1日：隨國鐵分割民營化，車站由東海旅客鐵道（JR東海）營運。

## 車站構造
車站是一座地面車站，設有2面2線相對式月台，可進行列車交會。兩月台之間設有跨線橋連接。車站內與周邊均沒有廁所。
此站是由下呂站管理的無人車站。截至2008年，此站設有古老木造車站大樓。通過列車可高速通過（105km/h），轉轍器為Y字形。

### 月台
| 月台 | 路線     | 上下行 | 方向           |
| ---- | -------- | ------ | -------------- |
| 1    | 高山本線 | 下行   | 高山、富山方向 |
| 2    | 高山本線 | 上行   | 下呂、岐阜方向 |

## 車站周邊
在車站鄰接飛驒川的對面岸為上呂中心。近年商業設施集中在國道41號上。
- 上呂郵局
- 下呂市立萩原北中學（日语：下呂市立萩原北中学校）
- 美津稻荷神社
- 飛驒農業協同組合淺水分店
- 國道41號
- 淺水大橋、淺水橋 - 淺水大橋是位於站前的行車橋，淺水橋是在上流的行人吊橋。
- 飛驒川（日语：飛騨川）（益田川）
- 濃飛巴士（日语：濃飛乗合自動車）「上呂站前」巴士站（高山巴士中心（日语：高山濃飛バスセンター） - 下呂巴士中心）

## 相鄰車站
東海旅客鐵道（JR東海）
 高山本線
■普通（快速列車，只有早上上行班次和深夜下行班次）
通過
■普通（各站停車）
飛驒萩原－上呂－飛驒宮田

## 注腳
1. ↑  JR東海移動等便利化取組報告書
2. ↑  日本《官報》第1992號「鐵道省告示第375號」，1933年8月21日：第615頁。
3. 1 2  採用車站時間表的方向資訊。詳情參見JR東海官方網站的各站時間表 （页面存档备份，存于）（截至2015年1月）。